# خيسكو
فرانشيسكو خيمينيز تيخادا (بالإسبانية: Xisco Jiménez Tejada)‏ (مواليد 26 يونيو 1986 في بالما دي مايوركا - إسبانيا) لاعب كرة قدم إسباني يلعب حاليا لصالح نادي الدرجة الممتازة نيوكاسل يونايتد الإسباني منذ 2009 في مركز المهاجم .

## روابط خارجية
- خيسكو على موقع الاتحاد الأوربي (الإنجليزية)
- خيسكو على موقع قاعدة بيانات كرة القدم.إي يو (الإنجليزية)
- خيسكو على موقع Soccerbase.com (لاعب) (الإنجليزية)
- خيسكو على موقع Soccerway.com (الإنجليزية)
- خيسكو على موقع عالم كرة القدم.نت (الإنجليزية)
- خيسكو على موقع AS.com (الإسبانية)